# Björn Rosendal
Björn Marcus Rosendal, född 23 april 1923 i Stockholm, död 19 oktober 2016 i Laholm, var en svensk läkare, målare, tecknare och författare. Han var son till bruksdisponenten Marcus Rosendahl och Carin Pemer och gift från 1947 med Caroline Ekelund. Bo Pemer var hans kusin, och Mats Pemer är en syssling.
Vid sidan av sitt arbete som läkare var han verksam som författare och konstnär. Rosendal blev med.lic. och leg. läkare i Lund 1951 och gick en konstnärlig utbildning vid Essem-skolan i Malmö 1946–1949 och under ett flertal studieresor till Italien, Frankrike, Nederländerna och Belgien 1949–1959. Han blev specialistläkare i ortopedi 1957. Rosendal var överläkare i medicinsk rehabilitering vid länssjukhuset i Halmstad 1967–1981 och läkare vid länsarbetsnämnden 1957–1973.
Som konstnär tillhörde Rosendal på 1950- och 1960-talet det internationella avantgardet och ställde bland annat ut separat i Göteborg och Stockholm ett flertal gånger och tillsammans med Tore Hultcrantz i Malmö 1959. Sedan 1954 medverkade han i flera av Hallands konstförenings höstsalonger och som medlem i Réalités Nouvelles medverkade han i Salon des Réalités Nouvelles1957 och han var inbjuden att medverka i International Exhibition of Art på Irland 1960. Han representerade Sverige på akvarellbiennalen på Brooklyn Museum i New York 1963. Som konstnär var han medlem i Göteborgsgruppen Grupp 54 och Stockholmsgruppen Aspect. Han var vid sidan av sitt eget skapande konstskriftställare i tidskriften Konstperspektiv. I mitten av 1950-talet experimenterade han mycket med collage och mindre skulpturer men omkring 1960 övergick han till den nya realismen med dukar som i vissa fall kan rubriceras som reliefkompositioner. Han är representerad på flera av våra betydande konstmuseer av vilka kan nämnas  Moderna museet i Stockholm, Göteborgs konstmuseum, Helsingborgs museer, Hallands museum och Skissernas museum i Lund. 
Björn Rosendal grundade Böllerupakademin och var en av initiativtagarna till Teckningsmuseet i Laholm. Han var ordförande i museets stiftelse 1992–2007.
Rosendal har genom sina kunskaper inom både det naturvetenskapliga och det konstnärliga tankesättet, samt med kännedom om arbetsmarknaden, utvecklat ett speciellt kunskapsområde. Han har forskat i kreativitet och utvecklat begreppen Familjebudskapet och Den kresensitiva personligheten.
Av bestående betydelse är att han är den som ursprungligen definierat det viktiga begreppet Emotionell Intelligens.(övrig källa, se Bibliografi)

## Fotnoter
1. ↑  Rosendal, Björn M i Vem är Vem?: Skåne, Halland, Blekinge (andra upplagan, 1966)
2. ↑  ”Arkiverade kopian”. Arkiverad från originalet den 1 december 2017. https://web.archive.org/web/20171201031258/http://www.tekannanforlag.se/f%C3%B6rfattare/bj%C3%B6rn-rosendal-34210903. Läst 21 november 2017.
3. ↑  Moderna museet
4. ↑  Göteborgs konstmuseum
5. ↑  Helsingborgs museer
6. ↑  Hallands museum
7. ↑  ”Om museet – Teckningsmuseet”. teckningsmuseet.se. http://teckningsmuseet.se/sv/om/. Läst 19 januari 2017.
8. ↑  Psykisk Hälsa  nr 4 1987
9. ↑  Socialmedicinsk tidskrift nr 1, 1982, sid. 45-57
10. ↑  "En väl utvecklad känslomässig intelligens och ett visst mått av kreativitet” Artikel i Läkartidningen volym 74, nr 9, 1977